# Борис Баев
Борис Стефанов Баев е български адвокат и деец на БКП.

## Биография
Борис Баев е роден през 1897 г. в ловешкото село Летница в семейството на учителя и ботаника Стефан Баев. Завършва средно образование в Ловешката общинска гимназия. Тук е активен член на Съюз на работническата социалдемократическа младеж.
Завършва специалността право в Софийския университет. Владее френски, немски и руски език. Работи като адвокат в Ловеч. Цигулар в оркестъра на Ловчанското читалище „Наука“.
Член на Околийския комитет на БКП от 1923 г. След преврата на 9 юни 1923 г. защитава в съдебни дела, земеделци и комунисти обвинени по ЗЗД. Успява да оправдае 45 обвиняеми по Голяможелязовския процес. Поема и съдебната защита на Васил Попов.
Арестуван след атентата в църквата „Света Неделя“. През нощта на 24 април 1925 г. заедно с Тодор Кацаров е изведен от Ловешкото околийско полицейско управление и екзекутиран на прилежащата улица. В Народна мъжка гимназия „Цар Борис III“ неговата майка Параскева х. Николова разкрива дарителски фонд „Стефан Баев и синове“ (1942).